# تالار مشاهیر فوتبال ایتالیا
تالار مشاهیر فوتبال ایتالیا (ایتالیایی: Hall of Fame del calcio italiano) تالار مشاهیر بازیکنان فوتبال است که تأثیر بسزایی در فوتبال ایتالیا داشته‌اند، که در موزه فوتبال ایتالیا (ایتالیایی: Museo del Calcio) در کوورچانو ایتالیا قرار دارد.

## تاریخچه و مقررات
تالار مشاهیر توسط فدراسیون فوتبال ایتالیا (FIGC) و بنیاد موزه فوتبال (ایتالیایی: Fondazione Museo del Calcio) در سال ۲۰۱۱ برای تجلیل از شخصیت‌های فوتبالی که "تأثیری فراموش نشدنی بر تاریخ فوتبال ایتالیا داشتند" تأسیس شد که هدف آن ترویج میراث، تاریخ، فرهنگ و ارزش‌های فوتبال ایتالیا است.
از سال ۲۰۱۱، هر سال اعضای جدید اضافه و به دسته‌های زیر تقسیم می شوند: بازیکن ایتالیایی (حداقل دو فصل بازنشسته شده باشد)، مربی ایتالیایی (با حداقل ۱۵ سال فعالیت)، پیشکسوت ایتالیایی (حداقل ۲۵ سال بازنشسته)، بازیکن خارجی (حداقل دو فصل بازنشسته شده و حداقل پنج فصل در ایتالیا بازی کرده است)، داور ایتالیایی (حداقل دو فصل بازنشسته شده  شده باشد)، رئیس ایتالیایی (با حداقل ۱۵ سال فعالیت) و جوایز پس از مرگ. در نسخه سال ۲۰۲۲، یک مربی غیر ایتالیایی یعنی ژوزه مورینیو وارد تالار مشاهیر شد.
هیئت داوران فهرست شده در وب سایت فدراسیون فوتبال ایتالیا از مدیران اصلی مطبوعات ورزشی ایتالیا تشکیل شده است، از جمله: لوئیجی فراجولو (رئیس انجمن مطبوعات ورزشی ایتالیا)، آندره آ مونتی (لاگاتزتا دلو اسپورت)، الساندرو ووکاللی (کوریره دلو اسپورت – استادیو و گورین اسپورتیوو)، پائولو دی پائولا (توتو اسپورت)، گابریله رومانیولی (رای اسپورت)، فدریکو فری (اسکای اسپرت)، متئو مارانی (اسکای اسپرت ۲۴)، آلبرتو براندی (اسپرت مدیاست) و پیرکارلو پرسوتی (آجنتسیا ناتزیوناله استامپا آسوچاتا). با این حال، ترکیب هیئت داوران متفاوت، در نسخه‌های مختلف استفاده شده است.
در سال ۲۰۱۴، رده بازیکن زن ایتالیایی اضافه شد. در سال ۲۰۱۸، دسته جایزه بازی جوانمردانه به افتخار فوتبالیست فقید ایتالیایی داویده آستوری اضافه شد. در همان سال یک جایزه ویژه به جیانی بررا اهدا شد.

## فهرست راه یافتگان

### بازیکن ایتالیایی
| نام             | سال  | منبع  |
| --------------- | ---- | ----- |
| روبرتو باجو     | ۲۰۱۱ | [ ۴ ] |
| پائولو مالدینی  | ۲۰۱۲ | [ ۴ ] |
| فرانکو بارزی    | ۲۰۱۳ | [ ۴ ] |
| فابیو کاناوارو  | ۲۰۱۴ | [ ۴ ] |
| جانلوکا ویالی   | ۲۰۱۵ | [ ۴ ] |
| جوزپه برگومی    | ۲۰۱۶ | [ ۴ ] |
| آلساندرو دل‌پیرو | ۲۰۱۷ | [ ۷ ] |
| فرانچسکو توتی   | ۲۰۱۸ | [ ۶ ] |
| آندره‌آ پیرلو    | ۲۰۱۹ | [ ۸ ] |
| الساندرو نستا   | ۲۰۲۱ | [ ۹ ] |
| جان‌فرانکو زولا  | ۲۰۲۲ | [ ۳ ] |

### سرمربی
| نام               | سال  | منبع  |
| ----------------- | ---- | ----- |
| مارچلو لیپی       | ۲۰۱۱ | [ ۴ ] |
| آریگو ساکی        | ۲۰۱۱ | [ ۴ ] |
| جووانی تراپاتونی  | ۲۰۱۲ | [ ۴ ] |
| فابیو کاپلو       | ۲۰۱۳ | [ ۴ ] |
| کارلو آنچلوتی     | ۲۰۱۴ | [ ۴ ] |
| روبرتو مانچینی    | ۲۰۱۵ | [ ۴ ] |
| کلودیو رانیری     | ۲۰۱۶ | [ ۴ ] |
| اوسوالدو بانیولی  | ۲۰۱۷ | [ ۷ ] |
| ماسیمیلیانو آلگری | ۲۰۱۸ | [ ۶ ] |
| کارلو ماتزونه     | ۲۰۱۹ | [ ۸ ] |
| آنتونیو کونته     | ۲۰۲۱ | [ ۹ ] |
| ژوزه مورینیو      | ۲۰۲۲ | [ ۳ ] |

### پیشکسوت ایتالیایی
| نام                | سال  | منبع  |
| ------------------ | ---- | ----- |
| لوئیجی ریوا        | ۲۰۱۱ | [ ۴ ] |
| دینو زوف           | ۲۰۱۲ | [ ۴ ] |
| جیانی ریورا        | ۲۰۱۳ | [ ۴ ] |
| ساندرو ماتزولا     | ۲۰۱۴ | [ ۴ ] |
| مارکو تاردلی       | ۲۰۱۵ | [ ۴ ] |
| پائولو روسی        | ۲۰۱۶ | [ ۴ ] |
| برونو کونتی        | ۲۰۱۷ | [ ۷ ] |
| جانکارلو آنتونیونی | ۲۰۱۸ | [ ۶ ] |
| گابریله اوریالی    | ۲۰۱۹ | [ ۸ ] |
| آنتونیو کابرینی    | ۲۰۲۱ | [ ۹ ] |
| آلساندرو آلتوبلی   | ۲۰۲۲ | [ ۳ ] |

### داور ایتالیایی
| نام                           | سال  | منبع   |
| ----------------------------- | ---- | ------ |
| پیرلوئیجی کولینا              | ۲۰۱۱ | [ ۴ ]  |
| لوئیجی آگنولین                | ۲۰۱۲ | [ ۴ ]  |
| پائولو کاسارین                | ۲۰۱۲ | [ ۴ ]  |
| سرجیو گونلا                   | ۲۰۱۳ | [ ۴ ]  |
| چزاره گوسونی                  | ۲۰۱۳ | [ ۴ ]  |
| استفانو براسکی                | ۲۰۱۴ | [ ۴ ]  |
| روبرتو روزتی                  | ۲۰۱۵ | [ ۴ ]  |
| گراتزیانو چزاری (پس گرفته شد) | ۲۰۱۶ | [ ۱۰ ] |
| نیکولا ریتزولی                | ۲۰۱۸ | [ ۶ ]  |
| آلبرتو میچلوتی                | ۲۰۱۹ | [ ۸ ]  |
| جانلوکا روکی                  | ۲۰۲۱ | [ ۹ ]  |

### رئیس ایتالیایی
| نام              | سال  | منبع  |
| ---------------- | ---- | ----- |
| آدریانو گالیانی  | ۲۰۱۱ | [ ۴ ] |
| جامپیرو بونیپرتی | ۲۰۱۲ | [ ۴ ] |
| ماسیمو موراتی    | ۲۰۱۳ | [ ۴ ] |
| جوزپه ماروتا     | ۲۰۱۴ | [ ۴ ] |
| کورادو فرالیانو  | ۲۰۱۵ | [ ۴ ] |
| سیلویو برلوسکونی | ۲۰۱۶ | [ ۴ ] |
| سرخیو کامپانا    | ۲۰۱۷ | [ ۷ ] |
| آنتونیو ماتارسه  | ۲۰۱۸ | [ ۶ ] |
| آنتونیو پرکاسی   | ۲۰۱۹ | [ ۸ ] |
| جووانی سارتوری   | ۲۰۲۱ | [ ۹ ] |
| ارنستو پلگرینی   | ۲۰۲۲ | [ ۹ ] |

### بازیکن خارجی
| نام                   | سال  | منبع  |
| --------------------- | ---- | ----- |
| میشل پلاتینی          | ۲۰۱۱ | [ ۴ ] |
| مارکو فان باستن       | ۲۰۱۲ | [ ۴ ] |
| گابریل باتیستوتا      | ۲۰۱۳ | [ ۴ ] |
| دیگو مارادونا         | ۲۰۱۴ | [ ۴ ] |
| رونالدو               | ۲۰۱۵ | [ ۴ ] |
| پائولو روبرتو فالکائو | ۲۰۱۶ | [ ۴ ] |
| رود گولیت             | ۲۰۱۷ | [ ۷ ] |
| خاویر زانتی           | ۲۰۱۸ | [ ۶ ] |
| زبیگنیف بونیک         | ۲۰۱۹ | [ ۸ ] |
| کارل-هاینتس رومنیگه   | ۲۰۲۱ | [ ۹ ] |
| زین‌الدین زیدان        | ۲۰۲۲ | [ ۳ ] |

### بازیکن زن ایتالیایی
| نام               | سال  | منبع  |
| ----------------- | ---- | ----- |
| کارولینا موراچه   | ۲۰۱۴ | [ ۴ ] |
| پاتریزیا پانیکو   | ۲۰۱۵ | [ ۴ ] |
| ملانیا گابیادینی  | ۲۰۱۶ | [ ۴ ] |
| الیزابتتا ویگنوتو | ۲۰۱۷ | [ ۷ ] |
| میلنا برتولینی    | ۲۰۱۸ | [ ۶ ] |
| سارا گاما         | ۲۰۱۹ | [ ۸ ] |
| باربارا بونانسی   | ۲۰۲۱ | [ ۹ ] |
| کریستیانا گیرلی   | ۲۰۲۲ | [ ۳ ] |

### جوایز پس از مرگ

#### بازیکنان
| نام               | سال  | منبع  |
| ----------------- | ---- | ----- |
| جووانی فراری      | ۲۰۱۱ | [ ۴ ] |
| جوزپه مئاتزا      | ۲۰۱۱ | [ ۴ ] |
| سیلویو پیولا      | ۲۰۱۱ | [ ۴ ] |
| گائتانو شیره‌آ     | ۲۰۱۱ | [ ۴ ] |
| والنتینو ماتزولا  | ۲۰۱۲ | [ ۴ ] |
| آنجلو سکیاویو     | ۲۰۱۲ | [ ۴ ] |
| ارالدو مونزجلیو   | ۲۰۱۳ | [ ۴ ] |
| جاکومو بولگارلی   | ۲۰۱۴ | [ ۴ ] |
| جاچینتو فاکتی     | ۲۰۱۵ | [ ۴ ] |
| آمدئو آمادی       | ۲۰۱۸ | [ ۶ ] |
| پیترو آناستاسی    | ۲۰۱۹ | [ ۸ ] |
| آرماندو پیکی      | ۲۰۲۱ | [ ۹ ] |
| رومانو فولیی      | ۲۰۲۱ | [ ۹ ] |
| سینیشا میهایلوویچ | ۲۰۲۲ | [ ۳ ] |

#### سرمربی‌ها
| نام               | سال  | منبع   |
| ----------------- | ---- | ------ |
| انزو بیرزوت       | ۲۰۱۱ | [ ۴ ]  |
| فولویو برناردینی  | ۲۰۱۱ | [ ۴ ]  |
| ویتوریو پوتسو     | ۲۰۱۱ | [ ۴ ]  |
| فروتچو والکارجی   | ۲۰۱۱ | [ ۴ ]  |
| نرئو روکو         | ۲۰۱۲ | [ ۴ ]  |
| کارلو کارکانو     | ۲۰۱۴ | [ ۴ ]  |
| \ هلنیو هررا      | ۲۰۱۵ | [ ۴ ]  |
| چزاره مالدینی     | ۲۰۱۶ | [ ۴ ]  |
| نیلس لیدهولم      | ۲۰۱۶ | [ ۴ ]  |
| آزلیو ویچینی      | ۲۰۱۷ | [ ۱۱ ] |
| آرپاد ویس         | ۲۰۱۷ | [ ۷ ]  |
| جوزپه ویانی       | ۲۰۱۸ | [ ۶ ]  |
| لوئیجی رادیچه     | ۲۰۱۹ | [ ۸ ]  |
| وویادین بوشکوف    | ۲۰۲۱ | [ ۹ ]  |
| لوئیجی سیمونی     | ۲۰۲۱ | [ ۹ ]  |
| ارنو اگری اربستین | ۲۰۲۲ | [ ۳ ]  |

#### رؤسا
| نام             | سال  | منبع  |
| --------------- | ---- | ----- |
| اوتورینو باراسی | ۲۰۱۱ | [ ۴ ] |
| آرتمیو فرانکی   | ۲۰۱۱ | [ ۴ ] |
| فروچو نوو       | ۲۰۱۴ | [ ۴ ] |
| اومبرتو آنیلی   | ۲۰۱۵ | [ ۴ ] |
| ایتالو آلودی    | ۲۰۱۷ | [ ۷ ] |
| رناتو دال آرا   | ۲۰۱۷ | [ ۷ ] |
| فینو فینی       | ۲۰۲۱ | [ ۹ ] |

#### داورها
| نام             | سال  | منبع  |
| --------------- | ---- | ----- |
| جووانی مائورو   | ۲۰۱۱ | [ ۴ ] |
| کونچتو لو بلو   | ۲۰۱۲ | [ ۴ ] |
| جولیو کامپاناتی | ۲۰۱۶ | [ ۴ ] |
| استفانو فارینا  | ۲۰۱۷ | [ ۷ ] |

## سایر جوایز

### جایزه بازی جوانمردانهداویده آستوری
| نام          | سال  | منبع  |
| ------------ | ---- | ----- |
| ایگور تروکیا | ۲۰۱۸ | [ ۶ ] |
| ماتیا آنیسه  | ۲۰۱۹ | [ ۸ ] |
| روملو لوکاکو | ۲۰۱۹ | [ ۸ ] |
| سیمون کیایر  | ۲۰۲۱ | [ ۹ ] |
| لوکا مارتلی  | ۲۰۲۲ | [ ۳ ] |

### جایزه ویژه
| نام             | سال  | منبع  |
| --------------- | ---- | ----- |
| جیانی بررا      | ۲۰۱۸ | [ ۶ ] |
| ماریو اسکونچرتی | ۲۰۲۲ | [ ۳ ] |